# Vysílač Hradec Králové – Hoděšovice
Vysílač Hradec Králové – Hoděšovice se nachází kilometr západně od vesnice Hoděšovice v Pardubickém kraji ve výšce 302 m n. m., přibližně 900 m od hranice Královéhradeckého kraje a 3 km od města Hradec Králové.
Slouží jako regionální rozhlasový a dříve i televizní vysílač pro Hradec Králové a okolí. Zároveň je věž využívána pro radioreléové spoje. Areál vysílače je v majetku společnosti České Radiokomunikace a. s.
Stejný typ betonové věže se nachází na Klínovci, u olomouckého Radíkova a na Zelené hoře u Chebu.

## Rozhlasové vysílání
Hoděšovický vysílač byl jedním z prvních v Československu, který začal vysílat rozhlas v normě CCIR (VKV II) a to od 1. ledna 1987 na frekvenci 102,7 MHz. Vysílanými stanicemi byly Interprogram Radio Praha (7–14 h), Hvězda (14–16.55 h) a Melodie (16.55–24 h). Později se vysílací časy změnily na Interprogram Radio Praha (8–15 h) a EM (Elán a Mikrofórum) (15–23 h)
Od května 1993 do června 1995 sířil vysílač vysílání královéhradecké rozhlasové stanice Radio Labe na kmitočtu 103,4 MHz. Po Radiu Labe kmitočet převzalo Rádio OK, které odtud vysílalo až do přesunu na Hotel Černigov.
Kmitočet 99,1 MHz byl využíván pro vysílání stanice BBC World Service, později se přesunulo na opatovickou elektrárnu.
Na frekvenci 104,7 MHz z Hoděšovic vysílal ČRo 2. Po osamostatnění Českého rozhlasu Pardubice od královéhradeckého studia mu byl 2. prosince 2002 přidělen kmitočet po ČRo 2 a byl používán až do přesunu na vysílač Krásné o rok později.
Na podzim 2018 získala rozhlasová stanice Radio Kiss souhlas se změnou licence od RRTV k přesunu svých vysílačů na stanoviště Hoděšovice. Do té doby vysílala z telekomunikační věže v Pardubicích.

## Televizní vysílání
V minulosti ze stanoviště vysílal na 50. kanálu Ústřední program Sovětské televize (ÚPST), 14. května 1990 okruh převzala nová stanice OK3 a po rozdělení Československa ČT3.
Od 1. srpna 2014 vysílala z hoděšovické věže DVB-T regionální síť 8.
Osmý regionální multiplex obsahoval mimo jiné od 12. listopadu 2015 do 1. ledna 2018 východočeskou televizi V1. Ta původně vysílala v multiplexu 3 z vysílačů Černá hora, Krásné, Ještěd a Kamenná Horka, ale kvůli nové celoplošné stanici Prima Max se musela přesunout do RS8 (vysílače Hoděšovice a Pardubice – TKB) a její pokrytí se tak značně zmenšilo. Začátkem ledna 2018 se tato stanice opět přesunula, tentokrát do Multiplexu 4 na východočeských vysílačích.
DVB-T regionální síť 8 ukončila vysílání 31. října 2020. Do té doby byla z Hoděšovic šířena na kanálu 57 s výkonem 5 kW a horizontální polarizací.

## Základnové stanice (BTS)
Kromě televizního a rozhlasového vysílače a ostatních radioreléových spojů jsou zde umístěny i základnové stanice (BTS) mobilního operátora Vodafone.
První základnová stanice byla na hoděšovickou telekomunikační věž nainstalována již v červnu 1992. Jednalo se o jednu z prvních BTS tehdejšího Eurotelu. Byla provozována analogovým systémem NMT, jehož provoz byl ukončen 30. června 2006.
Do roku 2014 zde měl základnovou stanici také T-Mobile, v rámci sdílení sítě s O2 však došlo k jejímu přesunu na býšťský vodojem. Hoděšovický vysílač využíval i mobilní operátor U:fon (později Nordic Telecom), a to až do ukončení provozu své sítě CDMA.

## Vysílané stanice

### Rozhlas
Vysílač Hoděšovice má přiděleny kmitočty pro následující rozhlasové stanice:
|    | Stanice    | Kmitočet | Výkon (ERP) | Polarizace |
| -- | ---------- | -------- | ----------- | ---------- |
| FM | Radio Kiss | 91,1 MHz | 0,8 kW      | vertikální |

### Ukončené vysílání

#### Televize
| ukončeno   |       | Multiplex        | Kanál | Kmitočet | Výkon (ERP) | Polarizace   | spuštěno   |
| ---------- | ----- | ---------------- | ----- | -------- | ----------- | ------------ | ---------- |
| říjen 2020 | DVB-T | Regionální síť 8 | 57    | 762 MHz  | 1 kW        | horizontální | srpen 2014 |

## Galerie

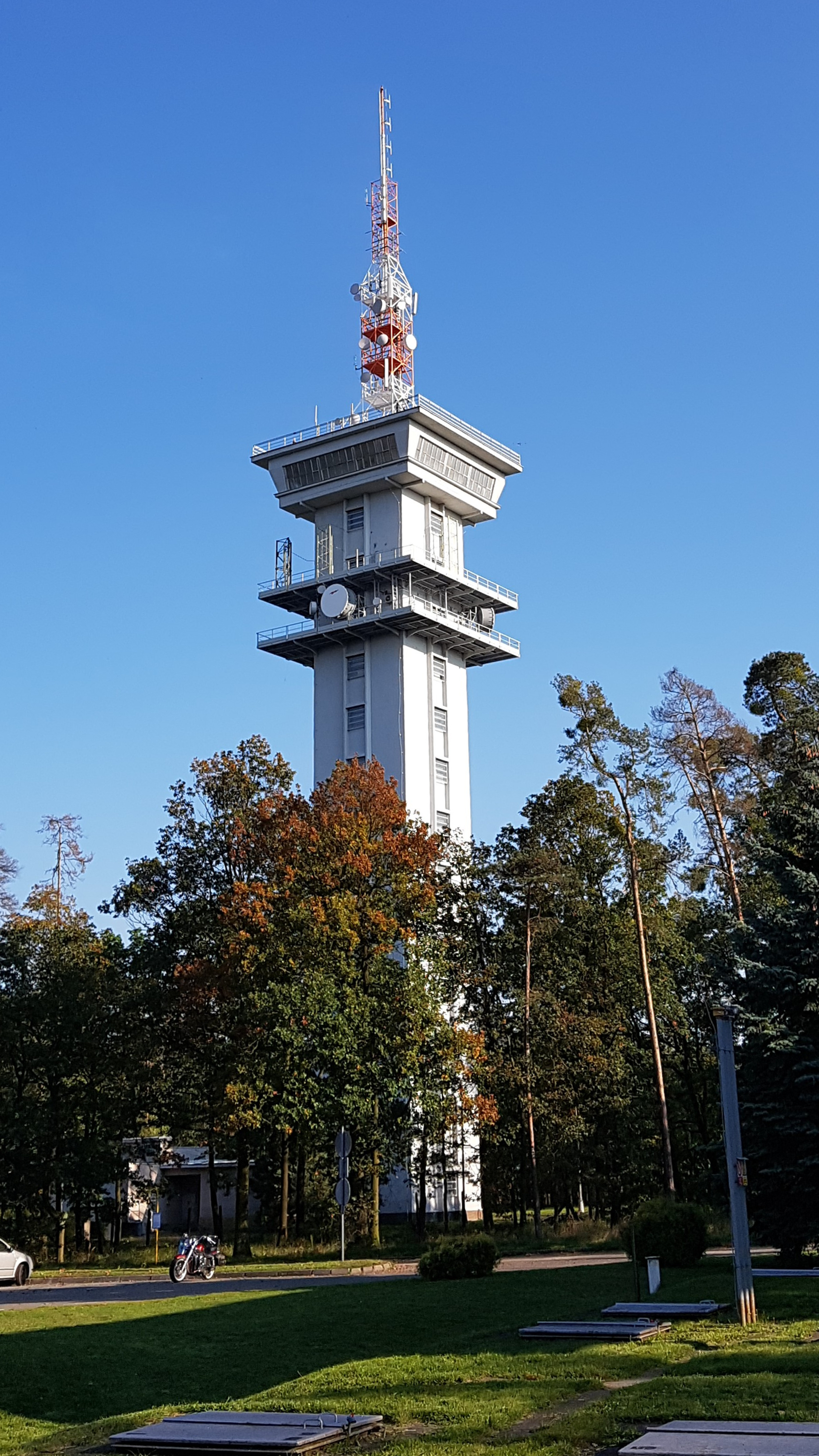
Pohled od motorestu Koliba
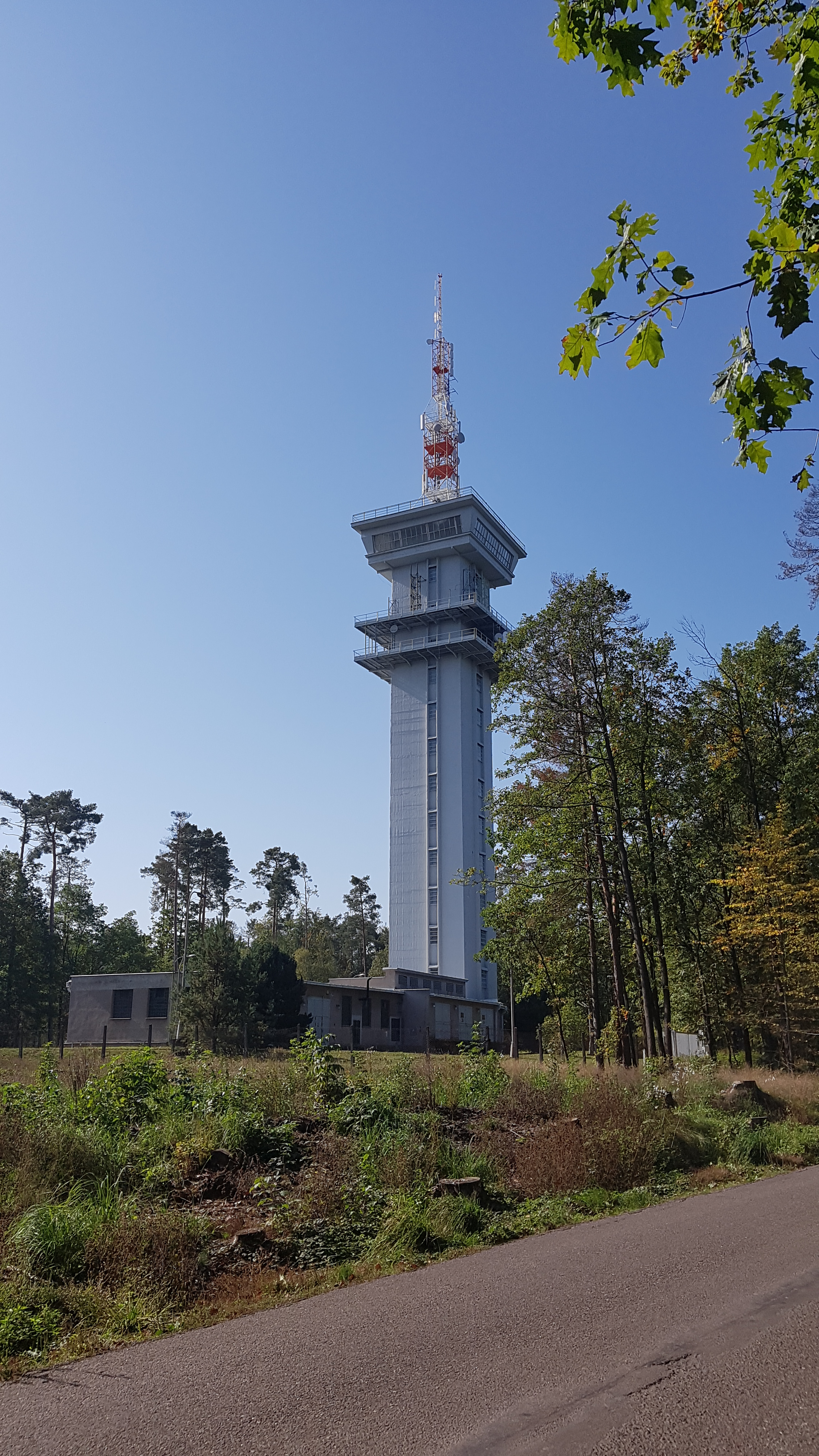
Pohled od severovýchodu
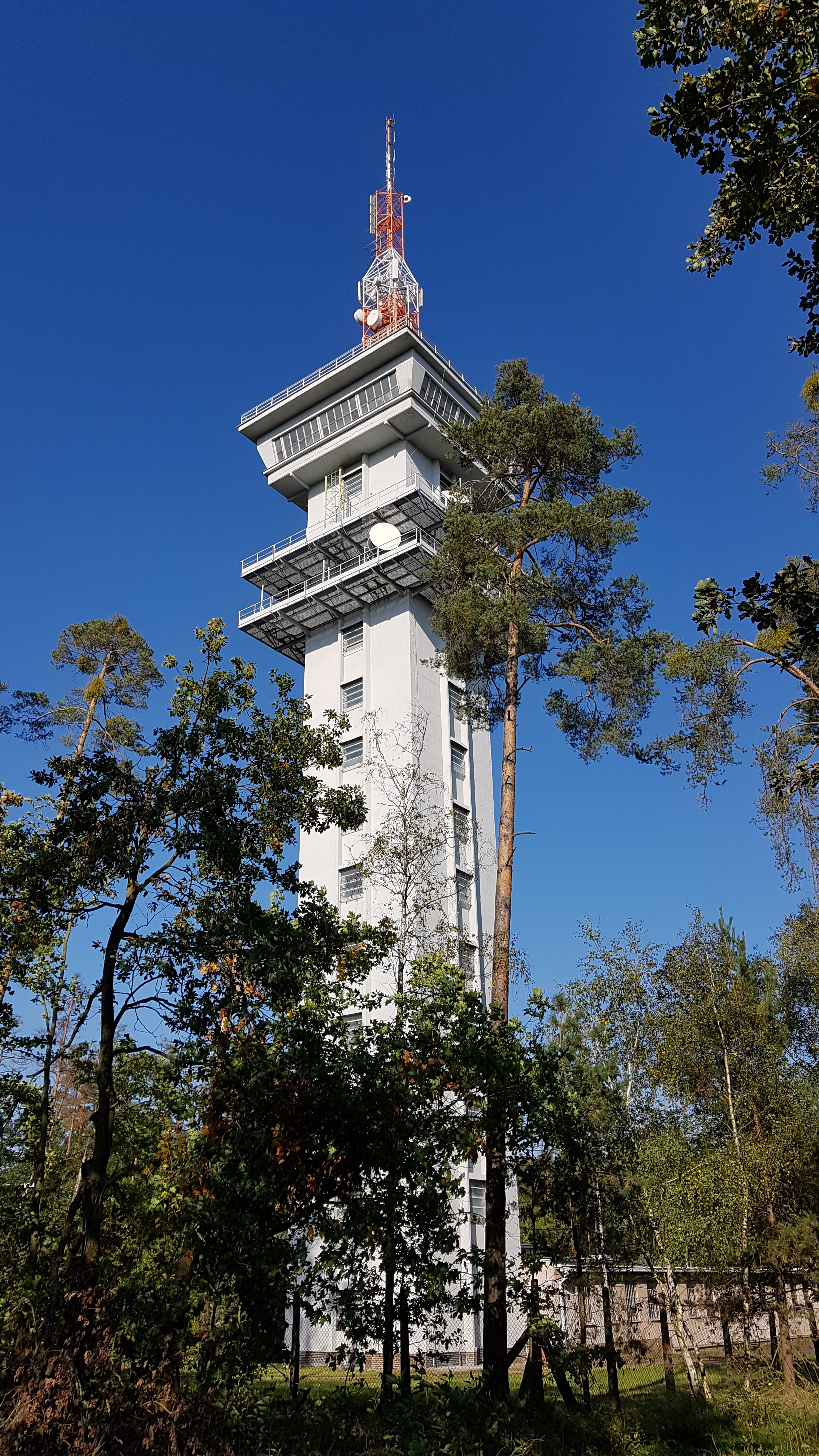
Pohled od jihozápadu
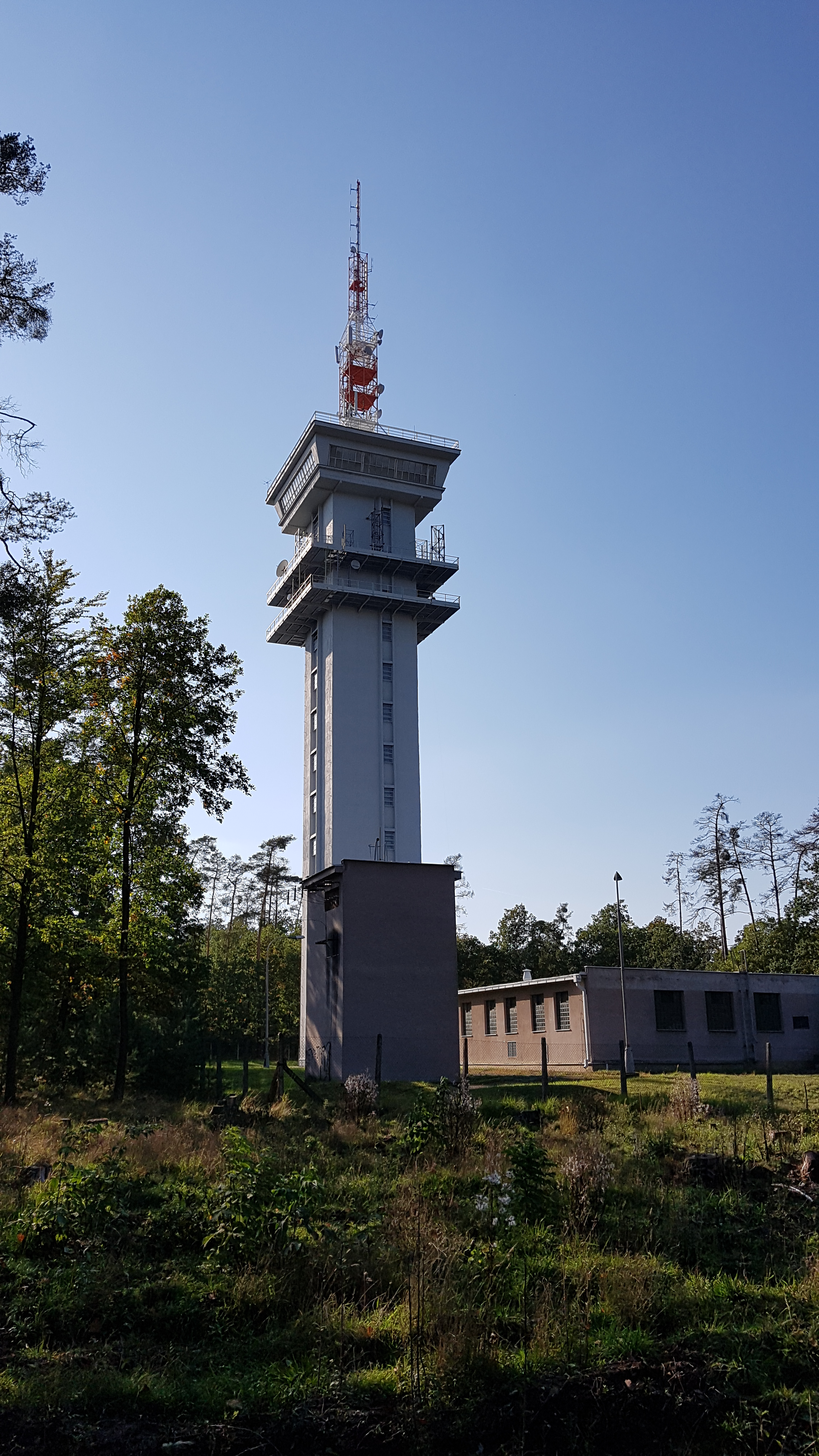
Pohled od jihovýchodu
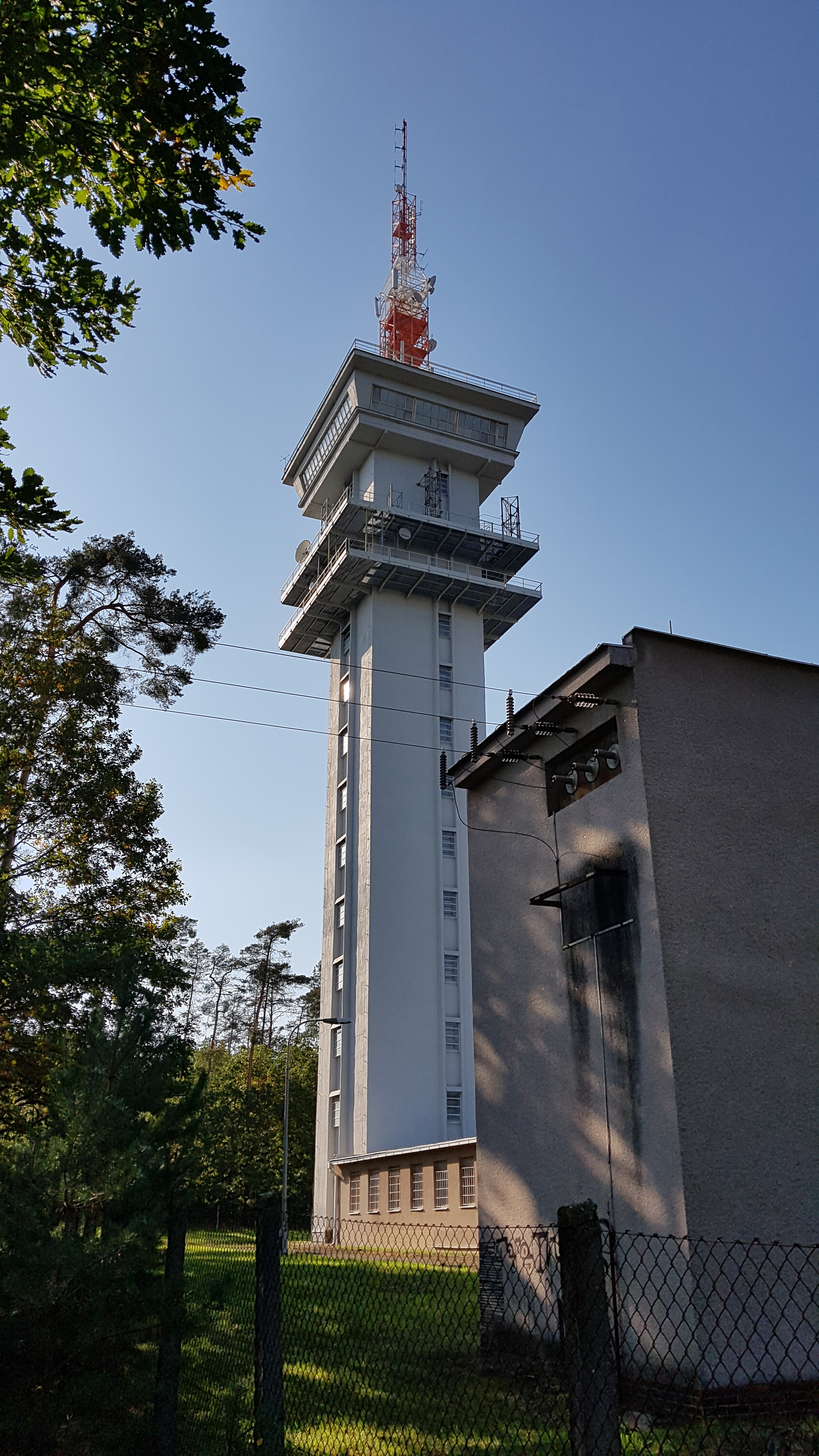
Pohled od jihovýchodu z blízka
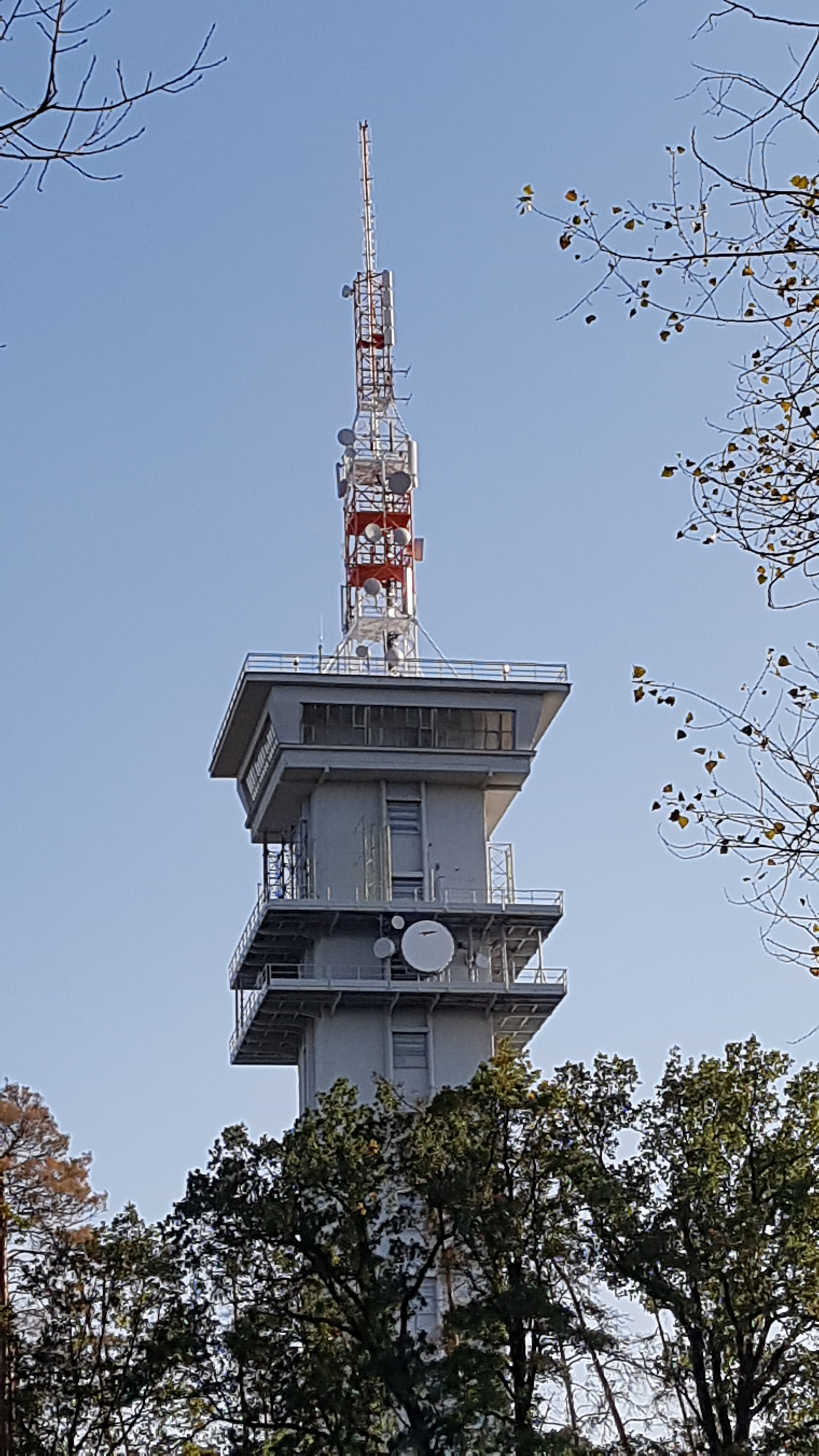
Pohled na horní část věže
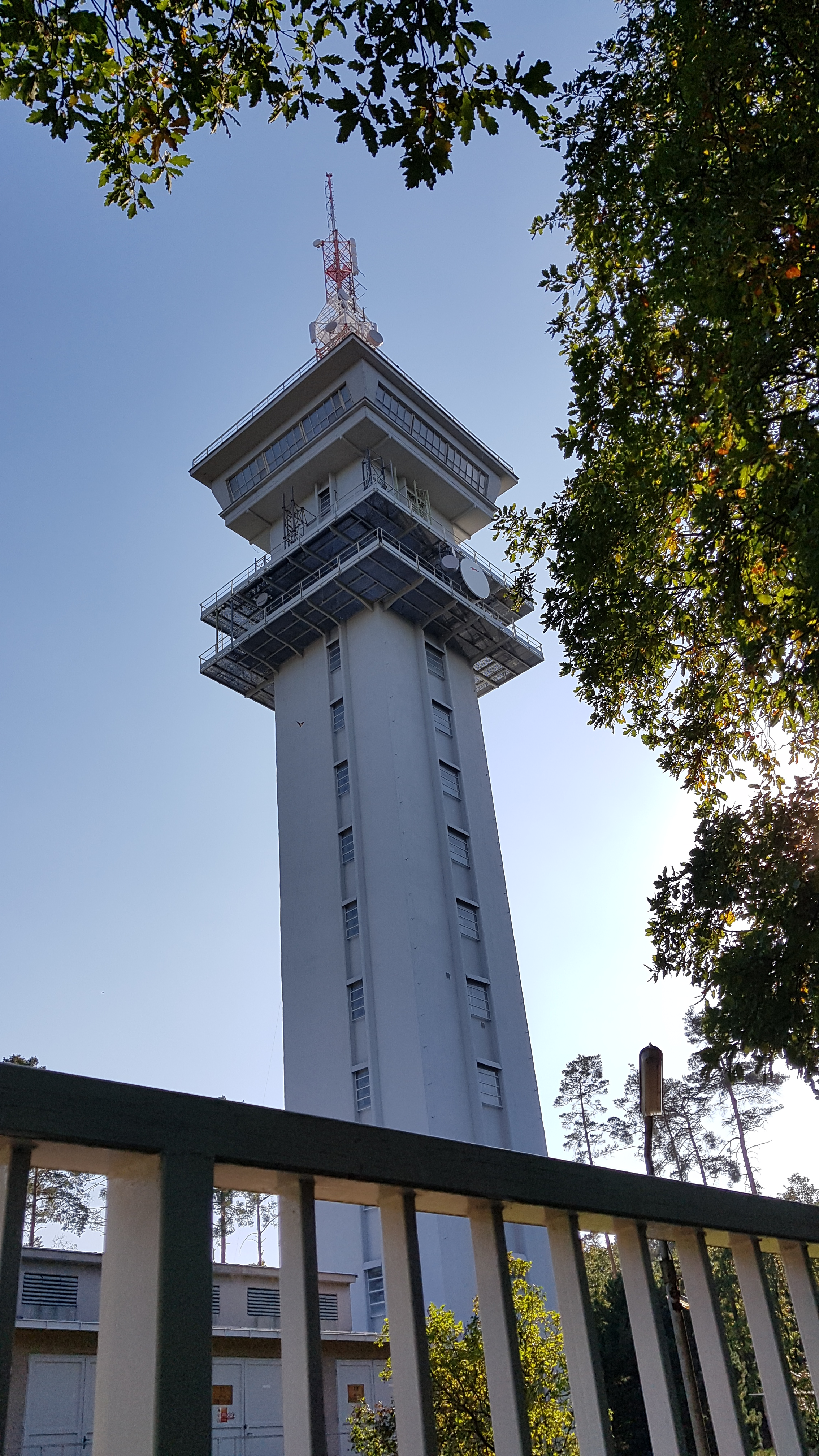
Pohled od brány areálu vysílače
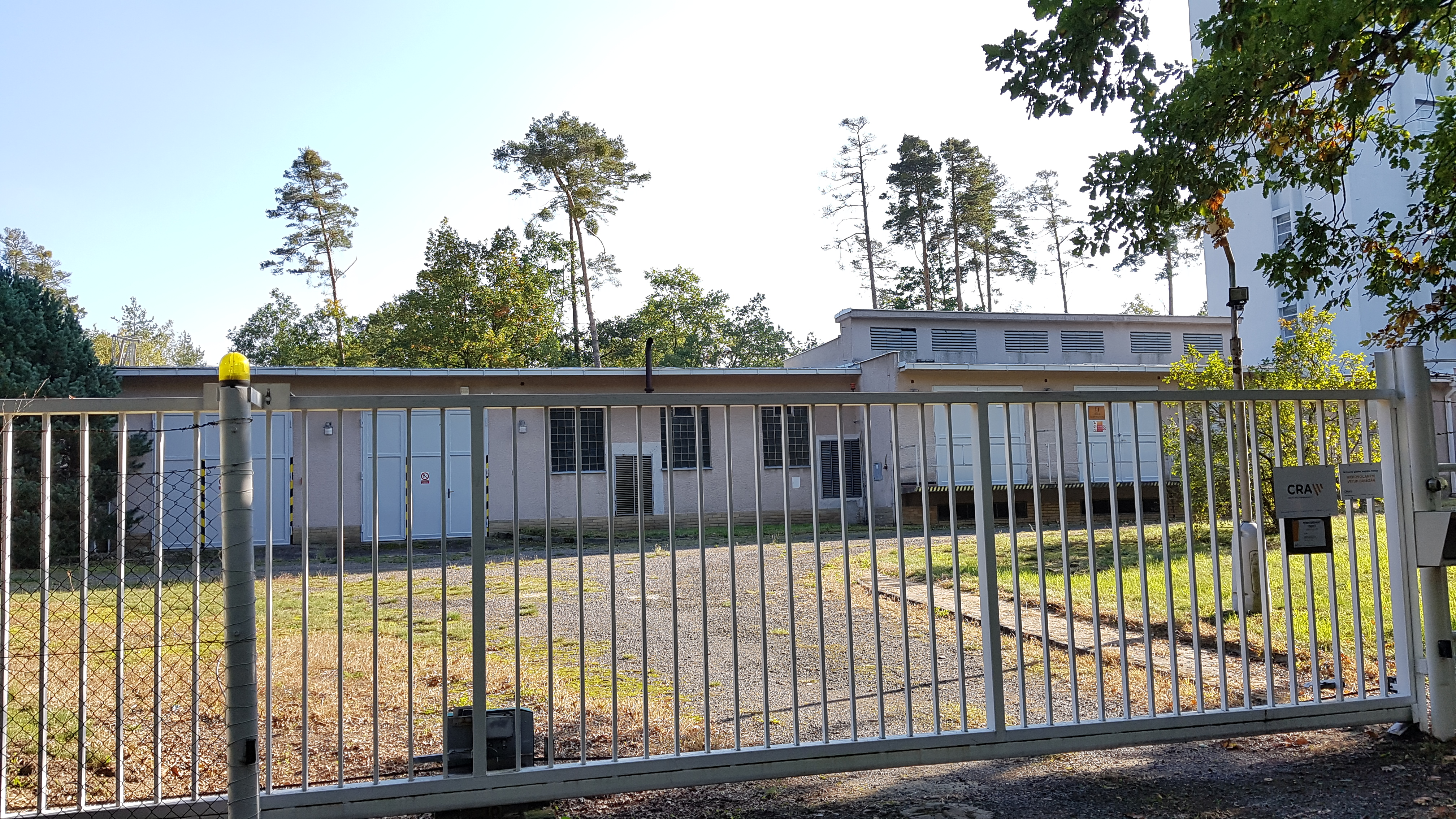
Pohled na bránu areálu
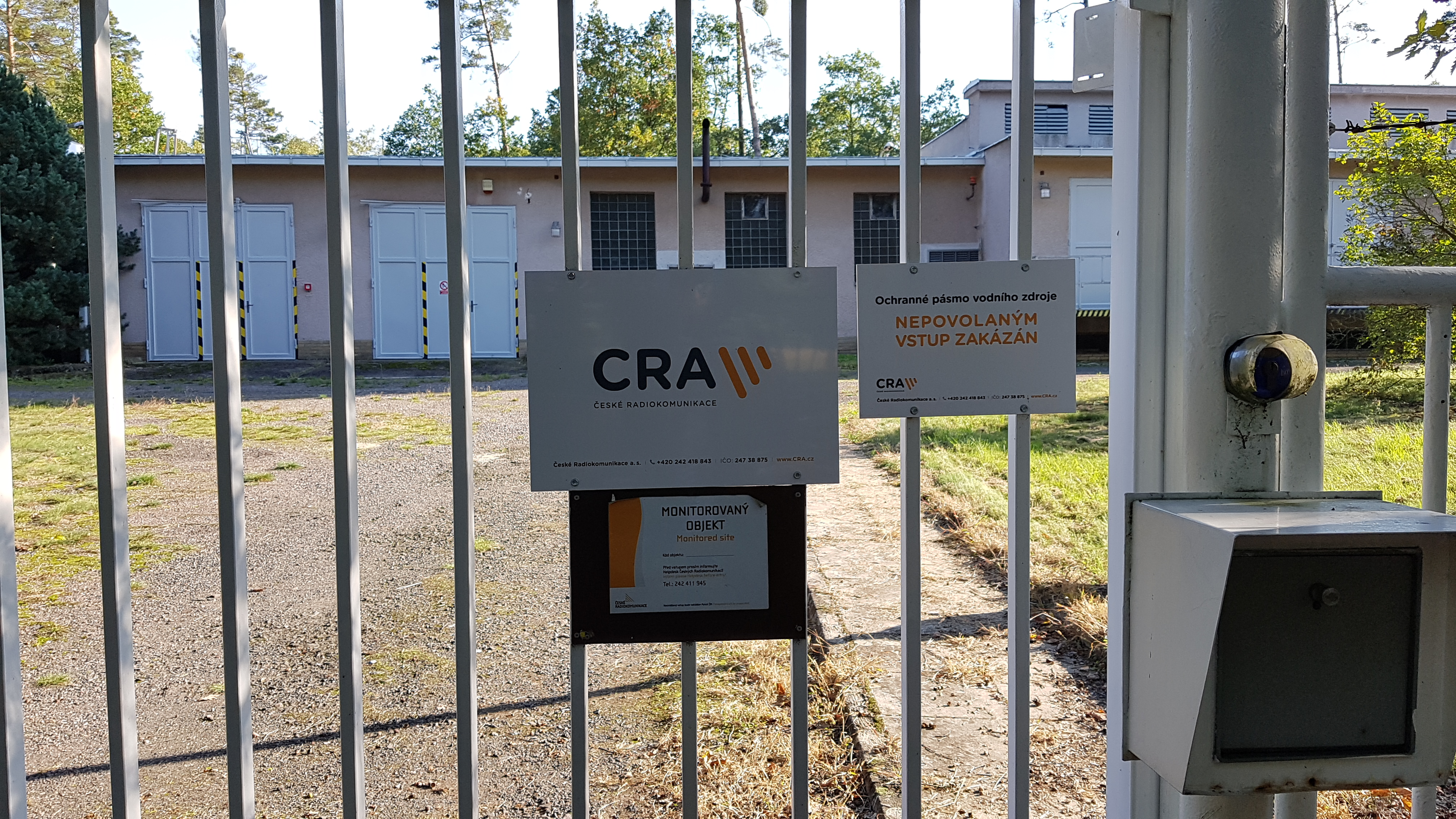
Pohled na bránu areálu – detail
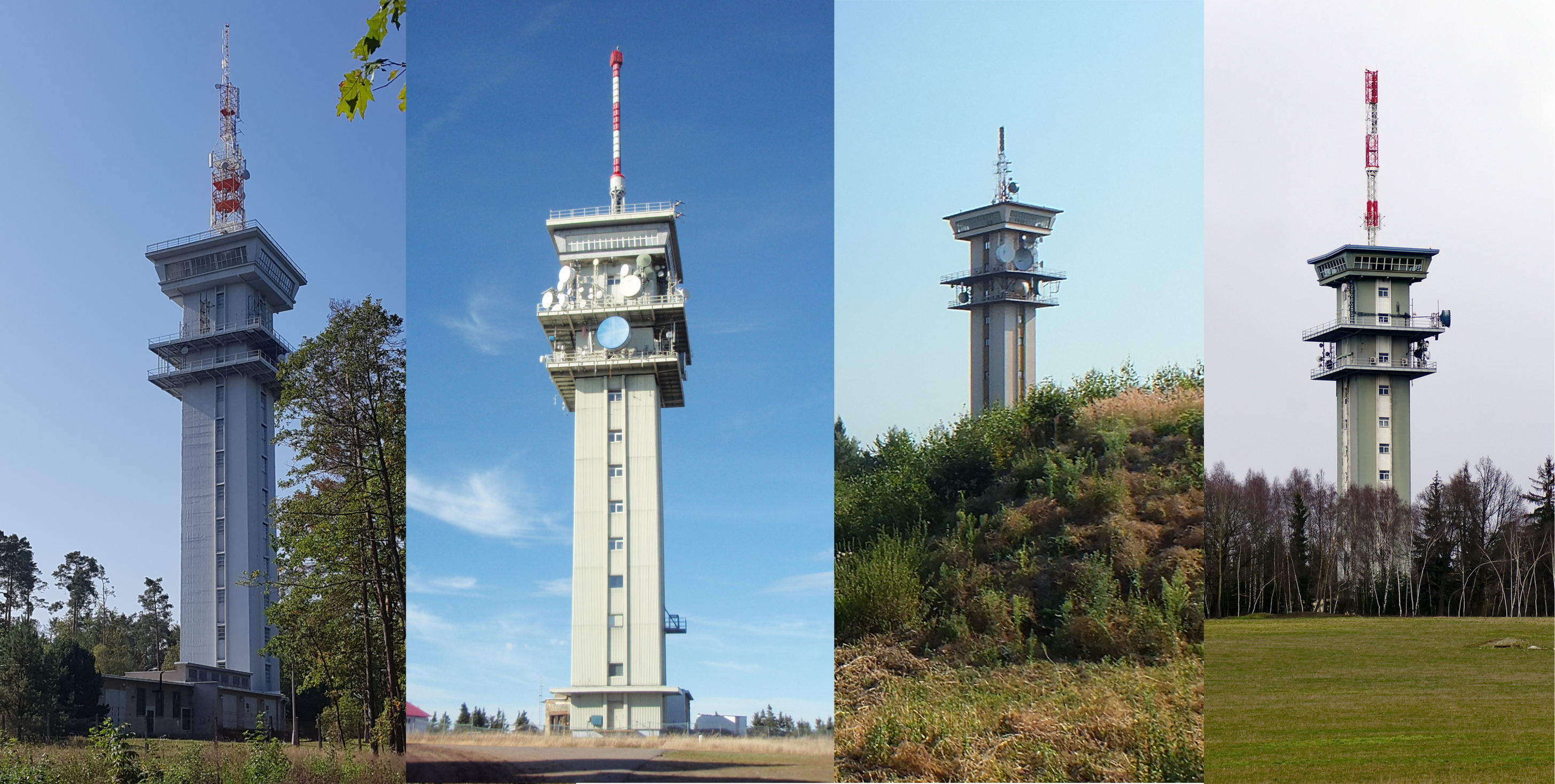
Porovnání betonových vysílačů stejného typu – Hoděšovice, Klínovec, Radíkov a Zelená hora

## Nejbližší vysílače
Nejbližší významné vysílače a vzdálenost k nim:
| Růžice kompasu | Ještěd 92 km                               | Černá hora 68,2 km |                                      | Růžice kompasu |
| Růžice kompasu | Žižkov 103,3 km Cukrák 112,4 km            | Sever              | Litický Chlum 32,7 km Praděd 95,4 km | Růžice kompasu |
| Růžice kompasu | Žižkov 103,3 km Cukrák 112,4 km            | Západ · Východ     | Litický Chlum 32,7 km Praděd 95,4 km | Růžice kompasu |
| Růžice kompasu | Žižkov 103,3 km Cukrák 112,4 km            | Jih                | Litický Chlum 32,7 km Praděd 95,4 km | Růžice kompasu |
| Růžice kompasu | Pardubice – TKB 14,7 km Mezivrata 106,4 km | Krásné 37,4 km     | Kojál 105,9 km                       | Růžice kompasu |